# Susanne Ferschl
Susanne Ferschl (nascida em 10 de março de 1973) é uma política alemã. Nascida em Schwaz, representa A Esquerda. Susanne Ferschl serviu como membro do Bundestag do estado da Baviera desde 2017.

## Vida
Susanne Ferschl cresceu na região de Allgäu e terminou a escola em 1992 com o Abitur. Seguiu-se na sua vida académica uma formação como assistente de laboratório químico na fábrica da Nestlé em Biessenhofen. Mais tarde, ela também formou-se como coach de negócios (da Câmara de Indústria e Comércio) e como mediadora de negócios. Em 2006, foi eleita Presidente do Conselho de Empresa Central da Nestlé Deutschland AG, bem como membro do Conselho Europeu da Empresa e do Conselho de Supervisão. Ela tornou-se membro do Bundestag após as eleições federais alemãs de 2017. Ela é membro da Comissão de Trabalho e Assuntos Sociais e é vice-presidente do seu grupo.